# Villa Río Hondo
Villa Río Hondo est une municipalité et un village du département de Río Hondo, dans la province de Santiago del Estero en Argentine.